# Charles Janet

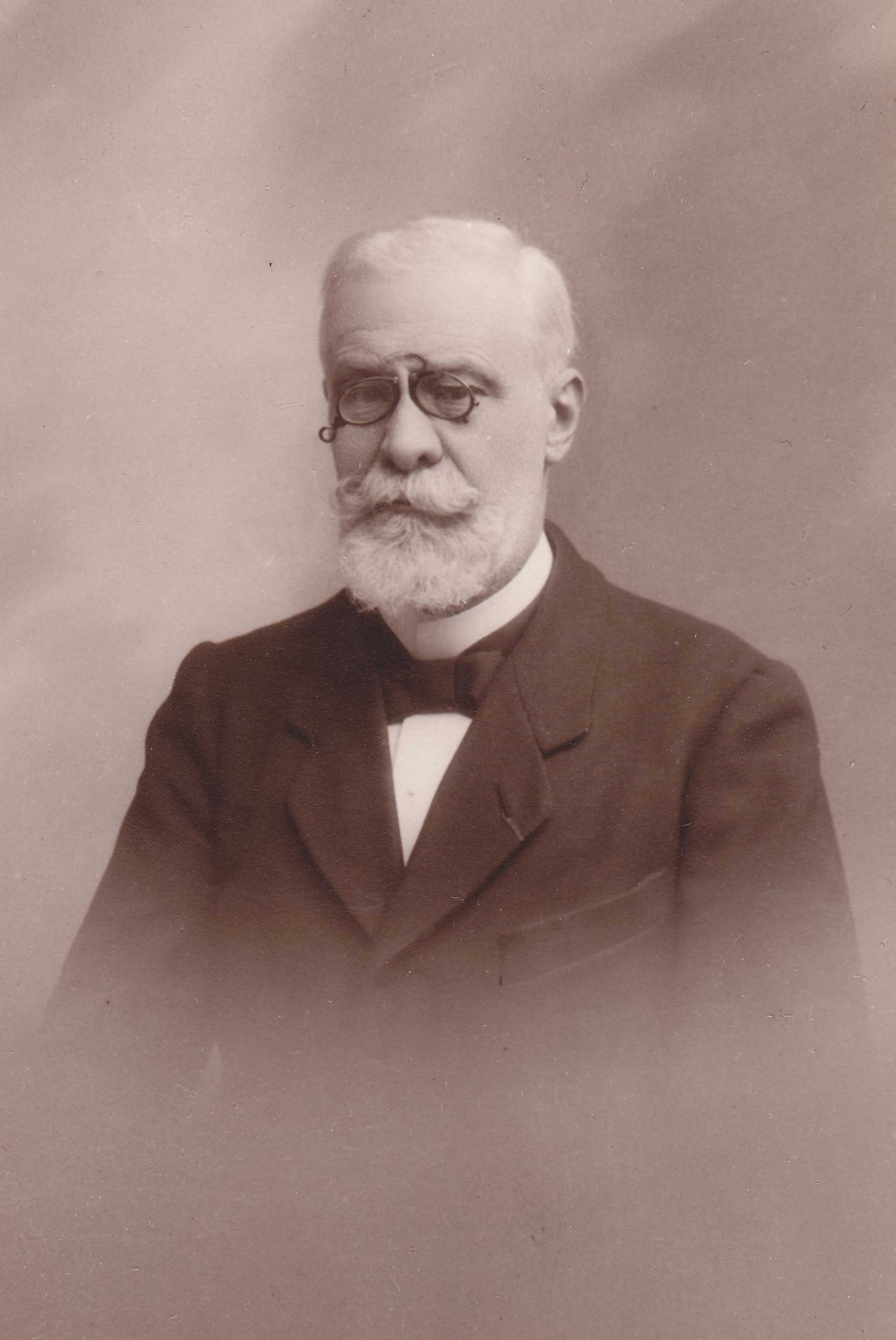
Charles Janet por volta de 1925

Charles Janet (francês: [ʃaʁl ʒanɛ]; 15 de junho de 1849 - 7 de fevereiro de 1932) foi um engenheiro, diretor de empresa, inventor e biólogo francês. Ele também é conhecido por sua apresentação inovadora da tabela periódica dos elementos químicos.

## Vida e trabalho
Janet se formou na École Centrale Paris e  então se casou com a filha do dono de uma empresa de manufatura e trabalhou nesta empresa pelo resto de sua vida, encontrando tempo para pesquisas em vários ramos da ciência. Sua coleção de 40.000 fósseis e outros espécimes infelizmente se dispersou após sua morte. Seus estudos da morfologia da cabeça de formigas, vespas e abelhas, e suas micrografias eram de notável qualidade. Ele também trabalhou em biologia vegetal e finalmente escreveu uma série de artigos sobre evolução. Ele foi um inventor prolífico e projetou muitos de seus próprios equipamentos, incluindo um viveiro de formigas, no qual uma colônia de formigas se tornava visível ao ser formada entre vidros. Em 1927, ele voltou sua atenção para a tabela periódica e escreveu uma série de seis artigos em francês, que foram impressos mas nunca tiveram ampla circulação. Seu único artigo em inglês foi mal editado e deu uma ideia confusa de seu pensamento.

## Idéias químicas
Janet partiu do fato de que a série de elementos químicos é uma sequência contínua, que ele representou como uma hélice traçada nas superfícies de quatro cilindros concêntricos. Através de diversas transformações geométricas, ele criou vários desenhos impressionantes, um dos quais é sua "tabela periódica escalariforme", na qual o hidrogênio e o hélio são colocados acima do lítio e do berílio. Somente mais tarde percebeu que seu arranjo concordava perfeitamente com a teoria quântica e a estrutura eletrônica dos átomos. Ele colocou os actinídeos sob os lantanídeos vinte anos antes de Glenn Seaborg, e continuou a série até o elemento 120.

A tabela de Janet difere da tabela padrão ao colocar os elementos do bloco s à direita, de modo que os subníveis da tabela periódica são organizados na ordem (n − 3)f, (n − 2)d, (n − 1)p, ns, da esquerda para a direita. Não há necessidade de interromper a sequência ou mover o bloco f para uma 'nota de rodapé'. Ele acreditava que nenhum elemento mais pesado que o número 120 seria encontrado, então ele não imaginou um bloco g. Em termos de números quânticos atômicos, cada linha corresponde a um valor da soma (n + ℓ) onde n é o número quântico principal e ℓ o número quântico azimutal. A tabela, portanto, corresponde à regra de Madelung, que afirma que os subníveis atômicos são preenchidos na ordem de valores crescentes de (n + ℓ). O filósofo da química Eric Scerri escreveu extensivamente em favor da tabela periódica escalariforme de Janet, e está sendo cada vez mais discutida como uma candidata à forma ideal ou mais fundamental da tabela periódica.
|             | f1 | f2 | f3 | f4 | f5 | f6 | f7 | f8 | f9 | f10 | f11 | f12 | f13 | f14 | d1 | d2 | d3 | d4 | d5 | d6 | d7 | d8 | d9 | d10 | p1 | p2 | p3 | p4 | p5 | p6 | s1  | s2  |
| 1s          |    |    |    |    |    |    |    |    |    |     |     |     |     |     |    |    |    |    |    |    |    |    |    |     |    |    |    |    |    |    | H   | He  |
| 2s          |    |    |    |    |    |    |    |    |    |     |     |     |     |     |    |    |    |    |    |    |    |    |    |     |    |    |    |    |    |    | Li  | Be  |
| 2p 3s       |    |    |    |    |    |    |    |    |    |     |     |     |     |     |    |    |    |    |    |    |    |    |    |     | B  | C  | N  | O  | F  | Ne | Na  | Mg  |
| 3p 4s       |    |    |    |    |    |    |    |    |    |     |     |     |     |     |    |    |    |    |    |    |    |    |    |     | Al | Si | P  | S  | Cl | Ar | K   | Ca  |
| 3d 4p 5s    |    |    |    |    |    |    |    |    |    |     |     |     |     |     | Sc | Ti | V  | Cr | Mn | Fe | Co | Ni | Cu | Zn  | Ga | Ge | As | Se | Br | Kr | Rb  | Sr  |
| 4d 5p 6s    |    |    |    |    |    |    |    |    |    |     |     |     |     |     | Y  | Zr | Nb | Mo | Tc | Ru | Rh | Pd | Ag | Cd  | In | Sn | Sb | Te | I  | Xe | Cs  | Ba  |
| 4f 5d 6p 7s | La | Ce | Pr | Nd | Pm | Sm | Eu | Gd | Tb | Dy  | Ho  | Er  | Tm  | Yb  | Lu | Hf | Ta | W  | Re | Os | Ir | Pt | Au | Hg  | Tl | Pb | Bi | Po | At | Rn | Fr  | Ra  |
| 5f 6d 7p 8s | Ac | Th | Pa | U  | Np | Pu | Am | Cm | Bk | Cf  | Es  | Fm  | Md  | No  | Lr | Rf | Db | Sg | Bh | Hs | Mt | Ds | Rg | Cn  | Nh | Fl | Mc | Lv | Ts | Og | 119 | 120 |

| Metais alcalinos | Metais alcalinos-terrosos | Lantanídeos | Actinídeos | Metais de transição | Metais pós-transição | Semimetais | Não-metais poliatômicos | Diatômicos não metais | Gases nobres | Propriedades químicas desconhecidas |

Esta forma de tabela periódica é consistente com a ordem em que as camadas eletrônicas são idealmente preenchidas de acordo com a regra de Madelung. As configurações eletrônicas de estado fundamental determinadas experimentalmente dos elementos diferem das configurações previstas pela regra de Madelung em vinte casos, mas as configurações previstas por Madelung estão sempre pelo menos próximas ao estado fundamental. Os dois últimos elementos mostrados, elementos 119 e 120, ainda não foram sintetizados.
Janet também imaginou um elemento zero cujo 'átomo' consistiria de dois nêutrons, e ele especulou que isso seria o link para uma tabela de imagem espelhada de elementos com números atômicos negativos - o que seria, antimatéria. Ele também concebeu o hidrogênio pesado (deutério). Ele morreu pouco antes da descoberta do nêutron, do pósitron e do hidrogênio pesado. Seu trabalho foi defendido principalmente por Edward G. Mazurs.

## Família
Charles Janet é mais conhecido que seu irmão, Armand Janet,:5 que também era engenheiro e entomologista. Armand Janet tornou-se conhecido como lepidopterista e serviu como presidente da Société entomologique de France em 1911. Armand Janet também é conhecido como espeleólogo e explorador  e foi um dos primeiros a explorar Verdon Gorge.